# Antimerus
Antimerus (лат.) — род жуков-стафилинид из подсемейства Staphylininae. Австралия и Тасмания. Около 10 видов.

## Описание
Крупного и среднего размера коротконадкрылые жуки-стафилины, длина тела от 13 до 20 мм. Ширина головы примерно равна ширине пронотума, надкрылий и брюшка. Голова поперечная; шея в 2 раза уже головы. Переднеспинка субквадратная или поперечная. Скутеллюм крупный, треугольной формы с двумя поперечными килями. Надкрылья (вместе взятые) примерно равной ширины и длины. От близких родов отличается крупными размерами и серповидными мандибулами без отчётливых зубцов. Лапки 5-члениковые; 1-4 членики всех пар лапок у обоих полов широкие с щетинками на вентральной стороне. Обитают во влажных лесах Австралии и Тасмании.

## Систематика
Систематическое положение Antimerus внутри трибы Staphylinini остаётся неясным, род помещён в группу неопределённого положения (incertae sedis) и сходен с представителями подтриб Quediina и Xanthopygina. Единственный симпатрический род с которым можно спутать антимерусов это род Lonia Strand, 1943, но у него жвалы с зубцами и простые лапки средних и задних ног.
- Antimerus auricomus Lea, 1925[3]
- Antimerus bellus Solodovnikov and Newton, 2010[1].
- Antimerus gracilis Solodovnikov and Newton, 2010[1].
- Antimerus jamesrodmani Solodovnikov and Newton, 2010[1].
- Antimerus metallicus Solodovnikov and Newton, 2010[1].
- Antimerus monteithi Solodovnikov and Newton, 2010[1].
- Antimerus posttibialis Lea, 1925[3]
- Antimerus punctipennis Lea, 1906[4]
- Antimerus smaragdinus Fauvel, 1878[5] typus